# Bagdad (utwór)
Bagdad – piosenka Kazika z jego pierwszego solowego albumu Spalam się, wydana w 1991 roku. Słowa do piosenki napisał Kazik Staszewski, melodię skomponował Jacek Kufirski. „Bagdad” opiera się na automacie perkusyjnym imitującym dźwięk wystrzału karabinu kałasznikow i skreczach.
W tekście utworu kilkakrotnie pojawiają się słowa Peter Arnett nadaje z Bagdadu nawiązujące do historii dziennikarza CNN, Petera Arnetta, który podczas wojny w Zatoce Perskiej w 1991 jako jedyny dziennikarz nadawał z będącego w stanie wojny Bagdadu.